# Jaime Álvarez de Mendieta
Jaime Álvarez de Mendieta   (Valladolid, 27 de juliol de 1759 - 1825) va ser un jurista castellà. Té dedicat del carrer del Regent Mendieta, al barri de Sant Ramon de Barcelona.

## Biografia
Es va llicenciar en dret el 1776 a València. Va ser nomenat alcalde del crim (que vindria a ser un jutge d'apel·lació en processos penals) a l'Audiència de Barcelona el 1789 i durant la Guerra del Francès es va significar quan el 1809 va refusar de jurar lleialtat a Josep I. Després, durant i després de la guerra, va col·laborar en el restabliment de l'Audiència de Granada (a Múrcia), el Consell d'Hisenda i el Tribunal Suprem de Justícia.
Es va casar amb Teresa de Saleta i de Descatllar, filla de Felip de Saleta i de Butinyà i de Manuela de Descatllar, i germana de Francesca Xaviera de Saleta i de Descatllar, primera marquesa de Monsolís.